# Prvenstvo Avstralije 1913
Prvenstvo Avstralije 1913 v tenisu.

## Moški posamično
Ernie Parker :  Harry Parker, 2–6, 6–1, 6–3, 6–2

## Moške dvojice
Alf Hedeman /  Ernie Parker :  Harry Parker /  Ray Taylor, 8–6, 4–6, 6–4, 6–4